# 私立女子大学入試連絡協議会
私立女子大学入試連絡協議会（しりつじょしだいがくにゅうしれんらくきょうぎかい）は、日本の首都圏に所在する女子大学・短期大学で構成されている広報活動のための連合組織。女子大学への進学希望者が減少する中で、広報戦略などを検討するために結成された。現在、首都圏女子大・短大進学相談会などのイベントを実施している。

## 加盟大学
- 跡見学園女子大学
- 大妻女子大学
- 鎌倉女子大学
- 川村学園女子大学
- 共立女子大学
- 駒沢女子大学
- 相模女子大学
- 昭和女子大学
- 実践女子大学
- 十文字学園女子大学
- 女子栄養大学
- 聖徳大学
- 東京家政学院大学
- 和洋女子大学

## 旧加盟校
- 日本女子体育大学
- 文化学園大学（旧・文化女子大学）